# قصص رعب (فلم)
قصص رعب (بالهانغول: 무서운 이야기؛ بالرومنة: Museoun Iyagi) هو فيلم رعب كوري جنوبي من إنتاج عام 2012 مكون من قصة تتفرَّع منها أربع قصص مختلفة أخرجها خمس مخرجون.
يبدأ الفيلم بفتاة مخطوفة من قِبَل قاتل وحياتها على المحك، تحكي الفتاة للقاتل أربع قصص مرعبة آملةً أن تنجو، تبدأ أولًا بقصة «لا تفتحوا الباب»، وهي قصة تحكي عن أختٍ وأخٍ يواجهان مواقف غريبة ومخيفة أثناء انتظار عودة والدتهم. ثم تحكي قصة «رحلةٌ لا نهاية لها»، والتي تحكي عن مضيفة طيران تُركت وحدها مع قاتل متسلسل في طائرة محلقة. ثم تحكي قصة «الوصفة السريَّة»، تحكي عن فتاتين تتنافسان للزواج برجل ثري دون علمهما بأنه آكل للحوم البشر، وهي قصة مبنية على أسطورة كورية قديمة. آخر ما تحكيه الفتاة قصة «سيارة إسعاف في نطاق الموت»، وتحكي عن مجموعة هاربين من مدينة ينتشر فيها فايروس زومبي قاتل، يركبون معًا سيارة إسعاف هربًا من حشد زومبي هائج، ثم يبدؤون بالشك في إصابة أحدهم بذلك الفايروس.
فيلم قصص رعب كان الفيلم الافتتاحي لدورة عام 2012 لمهرجان بتشون الدولي لأفلام الخيال.

## القصص

### البداية
يبدأ الفيلم بفتاة تدعى (جي وون) مخطوفة من قِبَل سفاح لديه عائق في الكلام، وهو لا يستطيع النوم دون الاستماع إلى قصص مرعبة. تتقمص (جي وون) دور شهرزاد وتحكي له أربعًا من أكثر القصص التي تعرفها رعبًا أملًا في النجاة.

#### طاقم العمل
- إخراج مين كيو دونغ Min Kyu-dong
- كيم جي وون في دور جي وون
- يو يون سوك في دور السفاح

### لا تفتحوا الباب
(بالهانغول: 해와 달؛ بالرومنة: Haewa Dal). هذه القصة مبنية على الحكاية الخرافية الكورية الشمس والقمر، وهي حكاية عن نمرٍ يحاول التهام فتاةٍ وشقيقها أثناء خروج والدتهما للعمل وذلك بانتحال شخصيتها.
تحكي القصة عن فتاة (سن يي) وشقيقها (مون يي) ينتظران عودة والدتهما من العمل، تتأخر والدتهما فتعيش الفتاة في خيالها وتنشغل به حتى يتمكن منها، يقرع رجلٌ مريب جرس الباب فتحاول هي وشقيقها تجاهله.

#### طاقم العمل
- إخراج جونغ بوم سك Jung Bum-sik
- كيم هيون سو في دور سن يي
- نو كانغ مين في دور مون يي
- را مي ران في دور الأم
- لي كيو هو في دور الرجل المريب
- نو هيون هي في دور معلمة اللغة الإنجليزية

### رحلة لا نهاية لها
(بالهانغول: 공포 비행기؛ بالرومنة: Kongpo Bihaenggi). تضطر مضيفة طيران (سو جونغ) إلى مواجهة سفَّاحٍ (دوو هو) وحدها في طائرة تطير على ارتفاع 30,000 قدم.

#### طاقم العمل
- إخراج إم داي وونغ Im Dae-woong
- تشوي يون يونغ في دور مضيفة الطيران سو جونغ
- جيم تاي هيون في دور السفاح دوو هو
- وو هيون في دور كابتن الطائرة

### الوصفة السريَّة
(بالهانغول: 콩쥐, 팥쥐؛ بالرومنة: Kongji, Patzzi). هذه القصة مبنية على الأسطورة الكورية المعروفة كونغجي وباتجي، وهي النسخة الكورية للقصة المشهورة سندريلا.
تحكي القصة عن (كونغ جي) التي ستتزوج قريبًا بالرجل الغني والوسيم (مين)، لكن يراودها شعورٌ بالقلق تجاه أختها (باك جي) التي تشعر بغيرة شديدة منها. تخضع (باك جي) لعملية تجميل حتى تبدو تمامًا كأختها (كونغ جي) حتى تتزوج هي (مين)، ما لا تعرفه كلتاهما هو سر (مين) الخطير للحفاظ على شبابه رغم سنه، وهو أكله للحوم البشر. أثناء حدوث كل ذلك يراقب هو ما يحدث بين الأختين بتسلية.

#### طاقم العمل
- إخراج هونغ جي يونغ Hong Ji-young
- جونغ أون تشي في دور كونغ جي
- نام بو را في باك جي
- بي سوو بين في دور مين
- نا يونغ هي في دور الأم

### سيارة إسعاف في نطاق الموت
(بالهانغول: 앰뷸런스؛ بالرومنة: Aembyulleonseu). خمسة هاربين من مدينة تفشَّى فيها فايروس زومبي قاتل يركبون معًا سيارة إسعاف هربًا من حشد زومبي هائج، وهم طبيب وممرِّضة وسائق السيَّارة وطفلة فاقدة للوعي ووالدتها، عند محاولة إيقاظ الطفلة يلاحظ الطبيب ندبة غير معروفة السبب على معصمها، يظنها الطبيب عضَّة أحد المصابين بالفايروس فيأمر الممرضة بإخراج الطفلة خارج السيارة، تعارض الأم فتحتار الممرضة بين الاستماع لأوامر الطبيب أو إبقاء الفتاة لأجل أمها المصدومة.

#### طاقم العمل
- إخراج كيم سن وكيم جوك Kim Gok و Kim Sun
- كيم جي يونغ في دور أم الفتاة
- كيم يي يون في دور الممرضة
- جو هان تشول في دور الطبيب

## التكملة
لهذا الفيلم جزءٌ ثانٍ تم إنتاجه عام 2013 وهو قصص رعب 2، له نفس نمط هذا الجزء لكن ببداية وقصص مختلفة تمامًا.

## روابط خارجية
- مقالات تستعمل روابط فنية بلا صلة مع ويكي بيانات